# Aldo Moro
Pour les articles homonymes, voir Moro.
Aldo Moro [ˈaldo ˈmɔːro] , né le 23 septembre 1916 à Maglie et mort assassiné le 9 mai 1978 à Rome (ou ses environs), est un homme d'État italien membre de la Démocratie chrétienne (DC).
Pendant la Seconde Guerre mondiale, il est professeur de droit pénal. Il est élu député en 1946, entre pour la première fois au gouvernement en 1955 et dirige la Démocratie chrétienne entre 1959 et 1963. Il exerce deux fois les fonctions de président du Conseil des ministres d'Italie (1963-1968 puis 1974-1976) et dirige par deux fois la diplomatie italienne.
Partisan du « compromis historique » entre les chrétiens-démocrates et les communistes, il est enlevé en mars 1978 par les Brigades rouges. Il est séquestré 55 jours et finalement assassiné par ses geôliers. Les conditions de sa mort et l'incapacité des autorités de l'époque à le sauver restent des sujets polémiques dans la classe politique et les médias italiens.

## Biographie

### Débuts politiques

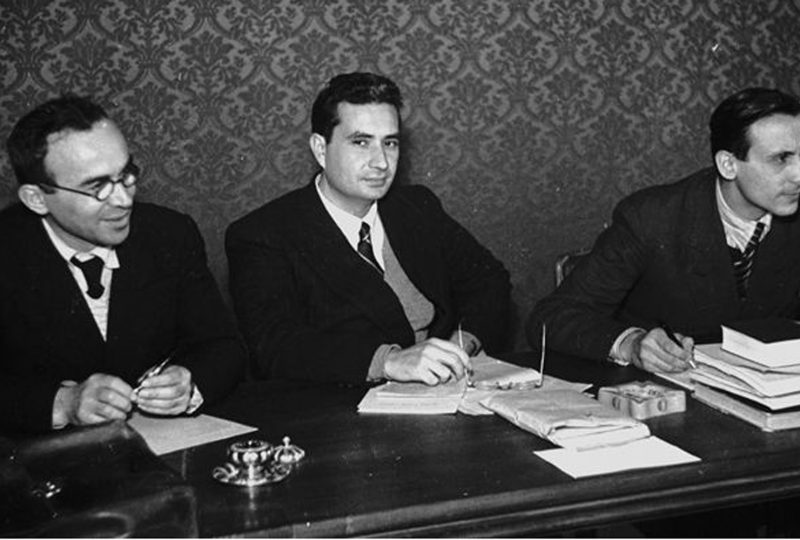
Aldo Moro en 1955.

Professeur de droit pénal à la faculté de droit de l'université de Bari à partir de 1940, Aldo Moro rejoint, en 1941, la FUCI (Fédération universitaire des catholiques italiens) et en devient le président.
Après la Seconde Guerre mondiale, il est élu à l'Assemblée constituante en 1946.
Moro participe à la rédaction de la nouvelle constitution. Il est ensuite réélu comme député à la Chambre des députés en 1948 pour y servir jusqu'à sa mort. Il est sous-secrétaire d'État aux Affaires étrangères (1948-1950), garde des sceaux, ministre de la Justice (1955-1957), de l'Éducation nationale (1957-1958) et des Affaires étrangères (1969-1972 et 1973-1974).
Il est secrétaire de la Démocratie chrétienne de 1960 à 1963. À partir de décembre 1963 et durant 4 ans et demi, il dirige le premier gouvernement italien intégrant des ministres socialistes, succédant au premier gouvernement de Leone, un gouvernement minoritaire constitué de la seule DC, simplement toléré par le PSI, le PSDI et le PRI.
Le centre gauche entre en crise à la fin des années 1960, affaiblissant le poids de Moro dans son parti.
Juriste renommé, il a été professeur de droit et de procédure pénale à la faculté de sciences politiques de l'université de Rome « La Sapienza » de 1960 jusqu'à sa mort.

### Le «compromis historique»
Au milieu des années 1970, Moro porta son attention sur le projet d'Enrico Berlinguer de compromis historique. Le dirigeant du PCI (Parti communiste italien) proposait une alliance entre les communistes et les démocrates-chrétiens à une époque de grave crise économique, politique et sociale en Italie.
Moro fut chef de gouvernements de centre-gauche de novembre 1974 à avril 1976 mais jamais il ne put diriger une coalition issue du compromis historique. Alors qu'il présidait la Démocratie chrétienne en 1976, il fut l'un de ceux qui contribuèrent à former un gouvernement de « solidarité nationale » dirigé par Giulio Andreotti, avec le PCI dans la majorité, une année plus tard.

### Pacte Moro avec les groupes palestiniens
Moro impulsant une politique proarabe comme ministre des Affaires étrangères, l’Italie passa un accord dénommé « pacte Moro » avec les groupes palestiniens pour qu’ils puissent transiter et passer des armes sur le territoire italien sans être inquiétés, en échange de l’engagement à ne pas accomplir d’attentats sur son sol. Le pacte aurait tenu jusqu’à la mort d’Aldo Moro.

### Enlèvement et assassinat
Le 16 mars 1978, Aldo Moro est enlevé en plein Rome, rue Mario-Fani, par les Brigades rouges, un groupe terroriste d'extrême gauche dirigé par Mario Moretti. Les assaillants assassinent les cinq gardes du corps de Moro afin de l’enlever. Oreste Leonardi, 52 ans, chef de l'escorte, et Domenico Ricci, 42 ans, sont avec Aldo Moro à bord d'une Fiat 130. Dans le deuxième véhicule, une Alfa Romeo Alfetta, se trouvent Giulio Rivera, 24 ans, Francesco Zizzi, 30 ans, et Raffaele Iozzino, 24 ans.
Moro était en route pour une session de la Chambre des députés lorsqu’il a été enlevé. Lors de cette session, les députés devaient discuter le vote de confiance au nouveau gouvernement de Giulio Andreotti qui, pour la première fois, recevait l’aval du Parti communiste. Ce devait être la première application de la vision stratégique que partageait Moro avec Berlinguer de compromis historique.
Les Brigades rouges proposèrent d’épargner la vie de Moro en échange de la libération de plusieurs de leurs compagnons emprisonnés, dont celle du poète et militant communiste Sante Notarnicola.
Pendant cette période, Moro écrivit des lettres aux principaux dirigeants de la Démocratie chrétienne (DC) ainsi qu’au pape Paul VI (qui plus tard célébra personnellement la messe de funérailles de Moro). Dans ses lettres, Moro prônait comme objectif prioritaire pour l’État de sauver des vies, et affirmait que le gouvernement devait s’évertuer à satisfaire les revendications de ses geôliers. La plupart des dirigeants du parti de la DC soutenaient que les lettres ne reflétaient pas les aspirations sincères de Moro, et refusèrent toute tentative de négociation, rejetant ainsi les requêtes de la famille Moro. Dans son appel aux terroristes, le pape Paul VI demanda la libération « sans conditions » de Moro.
Après une détention de 55 jours, Moro est assassiné le 9 mai à Rome de douze balles tirées dans la poitrine,. Suivant les indications des Brigades rouges, son corps est retrouvé le jour même dans le coffre d'une Renault 4L, via Michelangelo Caetani, dans le centre de Rome, près du siège du parti communiste, via delle Botteghe Oscure 4, et du siège de la démocratie chrétienne, qui est situé au Palais Cenci-Bolognetti à la Piazza del Gesù.
Le 13 mai suivant, le pape Paul VI a célébré une messe solennelle pour la mort d'Aldo Moro, ami et allié de longue date, à laquelle de nombreuses personnalités politiques italiennes ont participé. Cette cérémonie funéraire a été célébrée sans la dépouille de Moro à la demande explicite de la famille, qui n'y a pas participé, disant que l'État italien avait fait peu ou rien pour sauver sa vie, et refusant les funérailles d'État : elle choisit de procéder aux funérailles en forme privée à l'église de san Tommaso de Torrita Tiberina, une petite ville de la province romaine où l'homme d'État aimait se reposer, et où il a été aussi inhumé.

### Les procès criminels et les conséquences
Le procès des ravisseurs d'Aldo Moro, impliquant 63 accusés, s'est tenu du 14 avril 1982 au 24 janvier 1983 à Rome. Il s'est soldé par 32 condamnations à perpétuité (dont plusieurs par contumace, comme celle d'Alessio Casimirri), une vingtaine de condamnations totalisant 316 ans de prison et quatre acquittements. Le 27 janvier, les brigadistes emprisonnés dans la prison de Palmi, dont des chefs « historiques » du mouvement comme Renato Curcio, font parvenir à la presse des documents dans lesquels ils reconnaissent l'échec de leur action et remettent en cause toute forme de terrorisme. Le 14 mars 1985, le jugement de la cour d'appel, confirmé par la Cour suprême, annule dix condamnations à perpétuité, conformément à la politique de modération envers les repentis mise en place avec succès au début des années 1980.
Certains[Qui ?] ont envisagé que les lettres de Moro comportaient des messages codés à l’intention de sa famille et de ses collègues. D'autres[Qui ?] ont douté de la validité de ces lettres et envisagé une éventuelle censure. Le chef des carabiniers Carlo Alberto Dalla Chiesa (qui sera plus tard assassiné par la mafia) trouva des copies des lettres de Moro dans une maison milanaise ayant appartenu à des terroristes. Mais ce ne fut que des années après cette découverte qu’elles furent rendues publiques.

### Débats
Le juge Rosario Priore (it) a déclaré que les Brigades rouges ont bénéficié du soutien logistique et direct de la Stasi est-allemande.
Certains[Qui ?] ont suggéré que le mouvement d'extrême gauche avait été infiltré ou manipulé, pour discréditer la cause communiste, par les services secrets américains. Guy Debord, lui, met plutôt en cause des services secrets italiens (it)[source insuffisante]. Cette théorie se fonde sur le fait que l'effort fourni par Moro pour intégrer des communistes au gouvernement n'avait pas reçu l'approbation des États-Unis. Aucune preuve n'a pu être trouvée pour appuyer cette théorie.
Le journaliste Indro Montanelli, cependant, a toujours nié les théories du complot sur l'affaire Moro : aucune conspiration internationale, Moro a été enlevé et assassiné par une poignée de « révolutionnaires » italiens. Montanelli a rendu un jugement sévère sur les lettres écrites par Moro et sa famille,.
Il est néanmoins établi que le gouvernement italien, conseillé par des fonctionnaires américains, a délibérément fait échouer les négociations. Dans un documentaire d'Emmanuel Amara réalisé pour France 5, Les Derniers Jours d'Aldo Moro (2006), Steve Pieczenik, un ancien négociateur en chef américain ayant travaillé sous les ordres des secrétaires d'État Henry Kissinger, Cyrus Vance et James Baker, raconte comment il a participé au court-circuitage des négociations afin qu'elles n'aboutissent pas, avec comme recours éventuel de « sacrifier Aldo Moro pour maintenir la stabilité politique en Italie ». « J'ai instrumentalisé les Brigades rouges pour tuer Moro », ajoute-t-il. Un peu plus tard, dans le même documentaire, Francesco Cossiga, ministre de l'Intérieur de l'époque, confirme cette version des faits. C'est aussi la conclusion à laquelle était arrivé le journaliste d'investigation américain Webster G. Tarpley en 1978. Ces conclusions sont également corroborées par les témoignages du député et secrétaire d'État italien Elio Rosati, très proche collaborateur et ami d'Aldo Moro,.

## Postérité
Le pont Punta Penna Pizzone de Tarente, parmi les plus longs d'Europe, lui est dédié en 2008. Le 26 septembre 2012, le Saint-Siège, par la voix d'Agostino Vallini, a déclaré étudier le dossier d'une éventuelle béatification d'Aldo Moro,,.
Le cinéaste italien Marco Bellocchio a consacré deux œuvres à l'enlèvement et à l'assassinat Aldo Moro :
- le long métrage Buongiorno, notte (« Bonjour, la nuit ») sorti en 2003, où le rôle d'Aldo Moro est tenu par Roberto Herlitzka :
- la mini-série en six épisodes Esterno notte, produite par la Rai1, diffusée en France sur Arte les 15 et 16 mars 2023[26] et en streaming, où ce rôle est interprété par Fabrizio Gifuni.

L'écrivain et chansonnier italien Marco Ongaro a écrit le livret de l'opéra tragique Moro pour le compositeur Andrea Mannucci sur l'enlèvement et l'assassinat de Aldo Moro, dont la création mondiale a eu lieu sur Commande du Festival Opéra de Poche Appel d'airs à Paris, Église Réformée des Batignolles, le 10 février 2011.

### Filmographie
- Les circonstances de la mort de Moro sont traitées dans le film Buongiorno, Notte de Marco Bellocchio en 2003, d'après le livre d’une ancienne membre des Brigades rouges, Anna Laura Braghetti.
- Le film de fiction L'Affaire des cinq lunes (Five Moons Square), réalisé par Renzo Martinelli (2003) avec l'aide de Sergio Flamigni comme consultant historique, postule une opération complotée en sous-main par les services secrets italiens et le réseau Gladio.
- En 2022, la mini-série en six épisodes Esterno notte de Marco Bellocchio relate son enlèvement et son assassinat.